# Гуляєв Віталій Анатолійович
Віталій Анатолійович Гуляєв (26 травня 1978 — 23 липня 2022, Миколаївська область) — український полковник, командир 28-ї окремої механізованої бригади імені Лицарів Зимового Походу (2021—2022). До того — начальник штабу 28 ОМБр, командир 13 ОМПБ (2018—2019). Учасник російсько-української війни: з початком війни на сході України 2014 року брав участь у бойових діях, загинув у ході російського вторгнення в Україну в 2022 році. Лицар ордена Богдана Хмельницького III ступеня (2022, посмертно).

## Життєпис
Народився 26 травня 1978 року.
З 1995 року проходив військову службу в Збройних силах України.
З початком війни на сході України у 2014 році перебував на фронті.
Станом на 2018 рік Віталій Гуляєв у званні підполковника очолював 13-й окремий мотопіхотний батальйон з 58 ОМПБр оперативного командування «Північ».
У квітні 2019 року в Шостці, з нагоди святкування 5-ї річниці створення 13-го окремого мотопіхотного батальйону, підполковник Віталій Гуляєв привітав особовий склад та вручив грамоти, пам'ятні нагрудні знаки мотопіхотного батальйону і чергові військові звання. 8 травня 2019 року, на День пам'яті та примирення у Шостці, він вручив ветеранам війни проти російської агресії почесні нагрудні знаки батальйону.
В подальшому, Віталій Гуляєв проходив військову службу в 93 ОМБр. Пізніше, обіймав посаду начальника штабу 28 ОМБр, а у вересні 2021 року був призначений командиром 28-ї бригади. Здобув освітній ступінь магістра Луганського національного університету імені Тараса Шевченка у м. Старобільську. Був нагороджений відзнакою «Холодний яр».
З лютого 2022 року, з початком військового вторгнення РФ в Україну, Віталій Гуляєв на чолі 28 ОМБр перебував на передовій, зупиняючи просування російських військ на півдні України.
Загинув 23 липня 2022 року на околиці м. Миколаєва в результаті ракетного обстрілу командного пункту.
Прощання з Віталієм Гуляєвим відбулося 26 липня 2022 року у Військовій академії міста Одеса, в ході якої присутні також прощалися з трьома підполковниками Олександром Дейнеком, Валентином Сергієнком та Віталієм Бондарєвим, які 23 липня загинули разом з командиром. На жалобній церемонії в м. Одесі були присутні перші особи міста та області, командувач військ оперативного командування «Південь» генерал-майор Андрій Ковальчук, п'ятий президент України Петро Порошенко, екс-в.о. президента України Олександр Турчинов та інші.

## Нагороди
- орден Богдана Хмельницького III ступеня (4 серпня 2022, посмертно) — за особисту мужність і самовіддані дії, виявлені у захисті державного суверенітету та територіальної цілісності України, вірність військовій присязі[13].

## Вшанування пам'яті
4 серпня 2022 року на сесії Куяльницької об'єднаної територіальної громади було ухвалено рішення про перейменування вулиці Міської у селі Куяльник на вулицю Віталія Гуляєва. Ідею увічнення пам'яті полковника Гуляєва проголосували 21 депутат, рішення було ухвалено одностайно.
18 серпня 2022 року вулиця і провулок Віталія Гуляєва з'явилися у місті Березівці на Одещині.
6 квітня 2023 року у селищі Сарата Одеської області вулицю Осипенко на вулицю Полковника Віталія Гуляєва.
28 вересня 2023 року у селі Фонтанка вулицю Гагаріна перейменували на вулицю Полковника Гуляєва.
У місті Білгород-Дністровський вулицю Ушакова перейменували на вулицю Віталія Гуляєва.
У селі Великий Дальник вулицю Жовтневу перейменували на вулицю Віталія Гуляєва.
У місті Шостка вулицю Маяковського перейменували на вулицю Віталія Гуляєва.
У місті Одеса вулицю Контр-адмірала Луніна перейменували на вулицю Віталія Гуляєва.